# Suncoast Emmy Awards
Los Suncoast Emmy Awards son una ceremonia de premios organizada por la Academia Nacional Ciencias y Artes Televisivas que rinde homenaje a los profesionales de la televisión y los medios en el estado de Florida, en Alexandria, Baton Rouge, Lafayette, Nueva Orleans y Lake Charles en el estado de Luisiana, en Thomasville (Georgia), en Mobile (Alabama) y en Puerto Rico.

## Premios entregados
Además del premio Suncoast Emmy, la ceremonia entrega otros galardones a la excelencia en televisión.

### Silver Circle Awards
El Silver Circle Award reconoce a aquellas personas que han realizado contribuciones significativas a la televisión durante un periodo de veinticinco años o más. El capítulo regional Suncoast ha ofrecido estos premios a los profesionales de la televisión del sur de Florida desde 1989.

### Golden Circle Awards
El Golden Circle Award se concede a los profesionales de la televisión que se han distinguido por su trabajo en televisión durante un periodo de cincuenta años o más.

### Governor's Awards
El Governor's Award es el galardón más prestigioso entregado en la ceremonia. Desde que se concedió por primera vez en 1978 a Mitchell Wolfson, fundador de la televisión en el sur de Florida, el premio se ha otorgado a personas o entidades televisivas que son dignas de reconocimiento por la calidad de su contribución a la televisión en la región de Suncoast, pero que no son elegibles en los Premios Emmy.